# Kamila Moučková

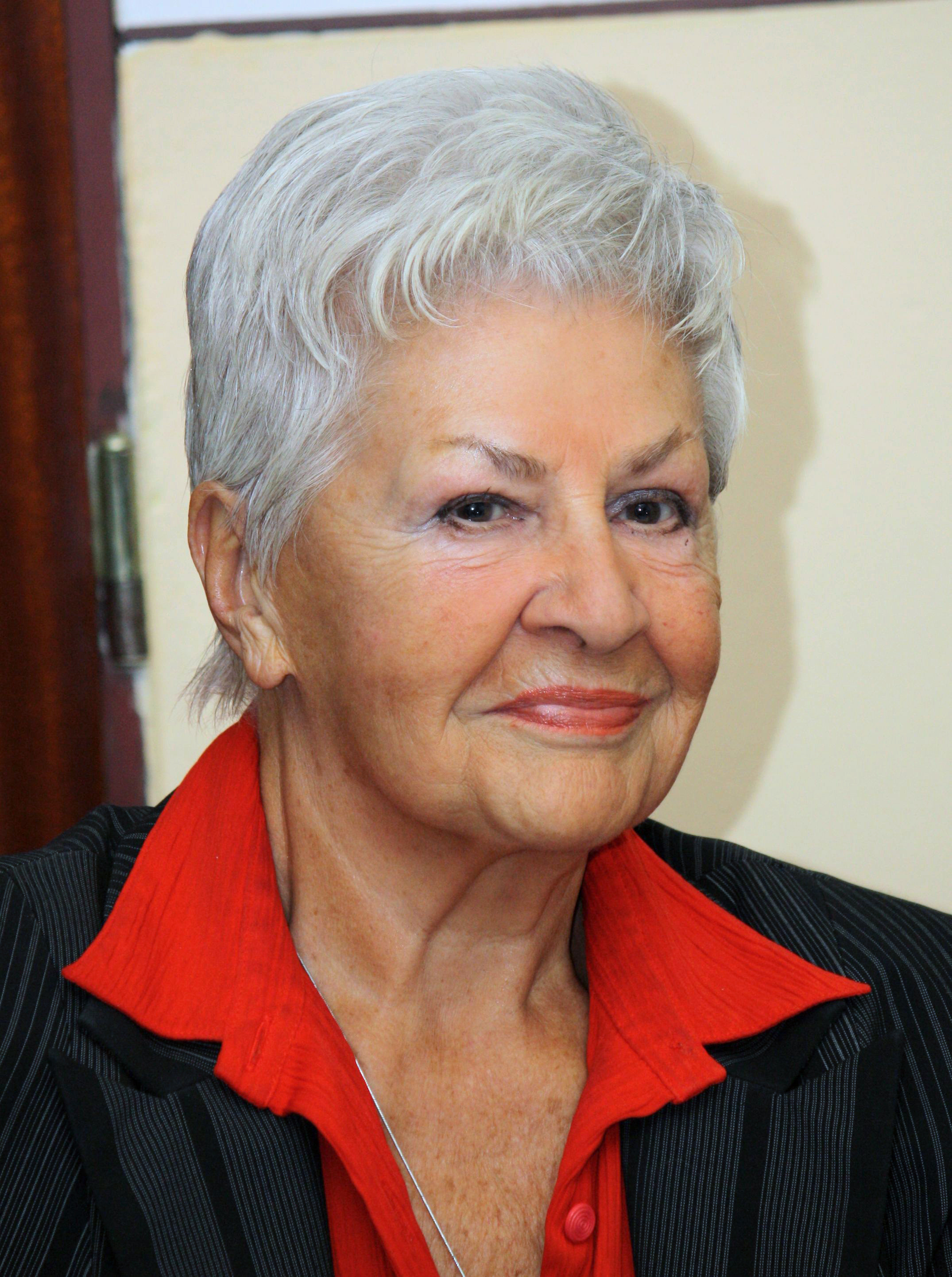
Kamila Moučková, 2010

Kamila Moučková, geborene Nová (* 8. April 1928 in Jihlava; † 24. November 2020), war eine tschechische Fernsehmoderatorin.
Sie berichtete in tschechoslowakischen Fernsehen als Erste und live über den Einmarsch der Truppen des Warschauer Paktes in die Tschechoslowakei im August 1968, obwohl sowjetische Soldaten mit vorgehaltenen Maschinenpistolen hinter ihrem Rücken im Studio standen. Moučková war eine der Ersten, die die Charta 77 unterzeichnet haben. Bis 1989 arbeitete sie an verschiedenen Stellen, da sie nach 1968 Berufsverbot hatte, als Putzfrau, Verkäuferin und Kellnerin. Ab 1990 war sie wieder beim Tschechoslowakischen später Tschechischen Fernsehen aktiv, ab 1994 bei Radio Free Europe. Kamila Moučková wurde unter anderem mit der tschechischen Verdienstmedaille und dem Arnošt-Lustig-Preis ausgezeichnet.

## Belege
1. ↑  Zemřela Kamila Moučková. Divákům ČST v roce 1968 ohlásila vpád vojsk. Česká televize, 24. November 2020, abgerufen am 24. November 2020 (tschechisch).
2. ↑  Tschechische TV-Legende Mouckova gestorben. 25. November 2020, archiviert vom Original (nicht mehr online verfügbar) am 1. August 2021; abgerufen am 26. November 2020.
3. ↑  Daniela Honigmann: Legendäre Nachrichtensprecherin Moučková gestorben. Radio Prag, 25. November 2020, abgerufen am 25. November 2020.
4. ↑  Legendäre CSSR-TV-Sprecherin Kamila Mouckova gestorben. In: Orf.at. 25. November 2020, abgerufen am 6. Februar 2023.

| Personendaten    | Personendaten                   |
| ---------------- | ------------------------------- |
| NAME             | Moučková, Kamila                |
| ALTERNATIVNAMEN  | Nová, Kamila (Geburtsname)      |
| KURZBESCHREIBUNG | tschechische Fernsehmoderatorin |
| GEBURTSDATUM     | 8. April 1928                   |
| GEBURTSORT       | Jihlava                         |
| STERBEDATUM      | 24. November 2020               |